# Gonocephalus interruptus
Gonocephalus interruptus är en ödleart som beskrevs av  George Albert Boulenger 1885. Gonocephalus interruptus ingår i släktet Gonocephalus och familjen agamer. IUCN kategoriserar arten globalt som otillräckligt studerad. Inga underarter finns listade i Catalogue of Life.